# Јулка Мештеровић
Јулка Мештеровић (Српски Итебеј, код Житишта, 22. август 1906 — Београд, 4. октобар 1984) била је лекар-гинеколог и учесница Народноослободилачке борбе.

## Биографија
Рођена је 1906. године у Српском Итебеју, где је завршила основну школу. Гимназију је завршила у Бечкереку, а дипломирала је на Медицинском факултету Универзитета у Београду, након чега је специјализовала гинекологију. Радни стаж је започела у Београду, а након удаје 1938. године за лекара Милоша Пантића, радила је у приватној амбуланти у Ваљеву.
По избијању Другог светског рата добровољно се јавила у Дринску дивизију Југословенске војске. Приступа Народноослободилачком покрету 1941. године и августа исте године бива постављена за санитетског референта у Посавском НОП, чији је командант био Коча Поповић. Током рата оснива партизанске болнице и ради на оспособљавању нових санитетских радника. Била је управник партизанске болнице у Новој Вароши, а потом и управник болнице у Чајничу. Стекла је искуство хирурга, радећи тешке и компликоване операције. Учествовала је у Четвртој, Петој и Шестој офанзиви. У токи борби за ослобађање Србије, била је референт санитета XIV корпуса и заменик начелника санитета Главног штаба Србије, а по ослобођењу Београда начелник санитета Команде града Београда. Прва је жена која је у току рата добила чин потпуковника и чин резервног санитетског пуковника Југословенске народне армије.
После рата је била посланик. Усавршавала се у Совјетском Савезу. Била је управник Опште државне болнице, помоћник министра здравља и лекар у неколико београдских болница. Пензионисана је 1965. године. Била је члан Главног и Централног одбора Антифашистичког фронта жена, као и члан Српског лекарског друштва. Носилац је Партизанске споменице 1941, Ордена за храброст, Ордена заслуга за народ II реда и Ордена партизанске звезде II реда. Аутор је књиге Лекарев дневник која је објављена 1968. године.
Преминула је у Београду 1984. године.